# Gobleg
Gobleg is een bestuurslaag in het regentschap Buleleng van de provincie Bali, Indonesië. Gobleg telt 5630 inwoners (volkstelling 2010).